# Lacconectus ritsemae
Lacconectus ritsemae är en skalbaggsart som beskrevs av Régimbart 1883. Lacconectus ritsemae ingår i släktet Lacconectus och familjen dykare. Inga underarter finns listade i Catalogue of Life.